# كارول ماثر
كارول ماثر (بالإنجليزية: Carol Mather )‏ (و. 1919 – 2006 م) هو سياسي، من المملكة المتحدة، ولد في ادلينغتون، كان عضوًا في حزب المحافظين، توفي عن عمر يناهز 87 عاماً.

## مناصب
تولى منصب عضو البرلمان في المملكة المتحدة.

## التعليم
تعلم في مدرسة هرو، وكلية الثالوث، كامبريدج، وأكاديمية ساندهيرست العسكرية الملكية، والكلية العسكرية الملكية بساندهيرست ‏.

## الخدمة العسكرية
خدم في الجيش البريطاني.

## جوائز
حصل على جوائز منها:
- الصليب العسكري.